# Gato Negro (metro de Caracas)
Gato Negro es una estación del Metro de Caracas, perteneciente a la Línea 1, inaugurada el 2 de enero de 1983.
Se ubica en la Avenida Sucre, justo aledaña al Parque del Oeste Alí Primera.
Sirve al sector Los Frailes de Catia y a la Unidad Educativa Miguel Antonio Caro. Cabe destacar que este nombre era el que estaba previsto para bautizar la estación en el proyecto original de los años 70, mas se prefirió optar por darle el nombre por una esquina aledaña.
Cabe destacar que dicha estación sirve también como punto de partida de unidades de transporte público hacia el estado La Guaira.

## Expansión
Se prevé que a futuro sirva como punto de partida al ferrocarril que conectará a la ciudad de Caracas con el Aeropuerto Internacional Simón Bolívar y el estado La Guaira en general. El mismo se encuentra paralizado.
También se encuentra {no en obras } la construcción de una línea paralela a la línea 1 dentro de esta misma estación, la cual cubrirá el trayecto desde Los Magallanes de Catia hasta la estación Miranda; pasando por las avenidas Urdaneta y Andrés Bello.